# Blaesoxipha angul
Blaesoxipha angul är en tvåvingeart som beskrevs av Thomas Pape 1994. Blaesoxipha angul ingår i släktet Blaesoxipha och familjen köttflugor.
Artens utbredningsområde är Kansas. Inga underarter finns listade i Catalogue of Life.